# Rwanda
« Ruanda » redirige ici.  Pour la colonie formée avec l'actuel Burundi, voir Ruanda-Urundi.
République du Rwanda
(rw) Repubulika y'u Rwanda 
(en) Republic of Rwanda 
(sw) Jamhuri ya Rwanda 
Le Rwanda, en forme longue la république du Rwanda, (en kinyarwanda : Repubulika y'u Rwanda, en anglais : Republic of Rwanda, en swahili : Jamhuri ya Rwanda), surnommé le « pays des mille collines », est un pays d'Afrique de l'Est. Le Rwanda étend ses 26 338 km2 dans la région des Grands Lacs. Il partage des frontières avec, au nord, l'Ouganda, à l'est, la Tanzanie, au sud, le Burundi, et à l'ouest, la république démocratique du Congo. Sa capitale Kigali est située au centre du pays.
Les Rwandais parlent le kinyarwanda, et vivent dans les collines qui constituent la localisation de référence des habitats. Les Banyarwandas, le groupe culturel du pays, et de la région, est divisé en trois sous-groupes, les Twa, les Hutu et les Tutsi, qui constituent respectivement 1 %, 84 %, et 15 % de la population. Le Rwanda est établi comme un royaume au XVe siècle dirigé par des rois Tutsi avant de devenir une partie de la colonie allemande de l'Afrique orientale allemande en 1885. Après la défaite de l'Allemagne à l'issue de la Première Guerre mondiale, le territoire fait partie de la colonie belge du Ruanda-Urundi en 1923. Les deux puissances coloniales pratiquent une politique pro-Tutsi à travers la monarchie et engendrent du ressentiment dans la majorité Hutu. La révolution rwandaise mène à la chute de la monarchie, la création d'un gouvernement républicain dominé par des Hutu, et l'indépendance du pays en 1962 sous le président Grégoire Kayibanda. Lors d'un coup d'État en 1973, Juvénal Habyarimana lui succède et continue une politique pro-Hutu. Après l'assassinat de Habyarimana en avril 1994, le pays connaît le génocide des Tutsis qui se termine en juillet 1994 par une victoire militaire du Front patriotique rwandais (FPR), un groupe rebelle dirigé par des Tutsi provenant de l'Ouganda, menant une guerre civile contre le gouvernement de Habyarimana depuis 1990. Le président actuel du pays est Paul Kagame, un ancien commandant du FPR en fonction depuis 2000. En 2003, il promulgue une nouvelle constitution mettant fin aux discriminations. Il est souvent qualifié de dictateur par des observateurs.
Le Rwanda est membre de nombreuses organisations internationales dont l'Organisation des Nations unies (ONU) depuis 1962, de l'Union africaine (UA) depuis 1963, de la Communauté d'Afrique de l'Est depuis 2007, du Marché commun de l'Afrique orientale et australe (COMESA), de l'Organisation internationale de la francophonie (OIF) depuis 1970  ou encore du Commonwealth depuis le 29 novembre 2009.
En français, les graphies Ruanda et Rouanda ont aussi été utilisées avant l'indépendance en 1962 pour désigner le pays.

## Histoire

### Époque pré-coloniale et coloniale
Le premier monarque connu du Rwanda est Gihanga, de la dynastie des Banyiginya, qui devient, vers 1091, souverain (mwami) du pays. Le Rwanda est alors une confédération de clans. La population rwandaise pré-coloniale est structurée en une vingtaine de clans composés d'éleveurs (les Tutsi), d'agriculteurs (les Hutus majoritaires) et d'artisans (les Twa). Les Twa sont issus des populations pygmées qui peuplaient primitivement la région. Le clan est la référence identitaire de chaque Rwandais. Chaque clan avait un chef nommé mwami issu d'un lignage patriarcal. Un des clans, dirigé par un lignage tutsi, dominait la région et son mwami était considéré comme le roi du Rwanda. Les populations parlaient la même langue, le kinyarwanda, partageaient la même religion, pouvaient parfois se marier entre elles et pouvaient passer d'une caste à l'autre par une faveur du mwami comparable à l'anoblissement. L'application de la notion d'ethnie à ces populations est critiquée. Ce système clientéliste parfois qualifié de féodal était basé sur la possession de troupeaux ou de terres. Cette structure était concrétisée par un chef du bétail, un chef des terres et un chef militaire.
Le Royaume du Rwanda, gouverné par le clan tutsi Nyiginya, est devenu le royaume dominant à partir du milieu du XVIIIe siècle, s'étendant par un processus de conquête et d'assimilation, et atteignant son apogée sous le règne du roi Kigeli Rwabugiri en 1853–1895. Rwabugiri a étendu le royaume à l'ouest et au nord, et a lancé des réformes administratives qui ont provoqué un fossé entre les populations hutu et tutsi. Celles-ci comprenaient uburetwa, un système de travail forcé que les Hutus devaient accomplir pour retrouver l'accès aux terres qui leur avaient été confisquées, et ubuhake, en vertu duquel les patrons tutsis cédaient du bétail à des clients hutus ou tutsis en échange de services économiques et personnels,.
En 1885, la Conférence de Berlin attribue le Rwanda à l'Empire allemand. Les premiers Européens à pénétrer au Rwanda, en 1892 et 1894, sont Oscar Baumann et Gustav Adolf von Götzen. À leur arrivée, les colonisateurs, allemands puis belges, trouvent une société qui ne correspond pas aux critères européens et décident de classer les populations en fonction de caractéristiques comme leurs activités ou leur apparence physique. Ils sont en particulier impressionnés par la monarchie rwandaise tutsi et assimilent les Tutsi en général à la cour royale et à une « race » supérieure. Les colonisateurs décrivent les Tutsi comme plus grands, plus beaux et plus aptes à diriger.
L'administration coloniale s'appuie donc sur les Tutsi, au détriment des mwami des clans hutu. L'ancienne distinction entre Hutu et Tutsi s'exacerbe, les Hutu étant considérés comme inférieurs dans la société coloniale. L'accès aux avantages, à l'enseignement et aux postes administratifs est réservé prioritairement aux Tutsi. Les termes de « Hutu » (roturier) et de « Tutsi » (noble) deviennent une référence identitaire essentielle pour les Rwandais, entraînant une différenciation antagonique de la société entre ces deux groupes. Le terme « ethnie » n'ayant pas d'équivalent en kinyarwanda, l'administration coloniale utilise à sa place le terme « ubwoko », qui désigne le clan.
L'histoire enseignée durant la tutelle belge décrit les Hutu majoritaires comme des fermiers d'origine bantoue, tandis que les Tutsi seraient un peuple pastoral arrivé dans la région au XVe siècle depuis les hauts-plateaux éthiopiens et d'un ADN nilo-hamitique ; cependant, des recherches ADN réfutent cette théorie colonisatrice et placent leur arrivée vers le IXe siècle. Les Twa seraient les descendants, issus des Pygmées, des premiers habitants de la région.
Ces théories sont désormais fortement remises en cause. On tend aujourd'hui à considérer que les colonisateurs belges des années 1920, négligeant les références claniques, ont interprété de façon ethnique la structure socio-professionnelle de la population, sous l'influence aussi de l'organisation héritée des colonisateurs précédents, les Allemands, et ont ainsi appliqué une politique formellement appuyée par la Société des Nations qui avait confié à la Belgique la tutelle du Ruanda-Urundi.
Les Tutsi, érigés par le colonisateur en caste dominante, sont de plus en plus dénoncés par la majorité hutu à partir des années cinquante. Dans un texte publié le 24 mars 1957, le Manifeste des Bahutu, neuf intellectuels hutu dénoncent « l'exploitation » dont les Hutu seraient victimes. La revendication d'indépendance des Tutsi incite les Belges à renverser leur alliance au profit des Hutu. En novembre 1959 éclate la révolution rwandaise, une période de violence accompagnée de massacres ethniques qui entraîne le départ en exil de 300 000 Tutsi. La majorité hutu prend le pouvoir, avec le soutien des autorités coloniales et de l'Église catholique.

### Après l'indépendance
La Première République est proclamée le 28 janvier 1961 et Grégoire Kayibanda, un Hutu, devient président de la République le 26 octobre 1961. L'ONU fixe au 1er juillet 1962 la date d'indépendance du Rwanda. La passation des pouvoirs et le retrait des troupes belges ont lieu le 1er août 1962. Le nouveau régime affronte des attaques des exilés tutsi, qui sont le prétexte de violentes répressions sur les Tutsi de l'intérieur, notamment en décembre 1963 où plusieurs milliers de Tutsi sont massacrés.
Pour maintenir l'unité politique, Grégoire Kayibanda instrumentalise les massacres de masse dont furent victimes les Hutu du Burundi en 1972, il justifie la crainte d'une menace des Tutsi rwandais. Les Tutsi, élèves et professeurs, sont systématiquement expulsés de l'enseignement, quelques-uns massacrés dans les établissements scolaires. Ces événements provoquent une nouvelle vague d'exode des Tutsi. Exploitant ces événements, Juvénal Habyarimana renverse Grégoire Kayibanda en juillet 1973, puis fonde un parti en 1975, le Mouvement révolutionnaire national pour le développement (MRND). La même année, le président français Giscard d'Estaing signe un Accord particulier d'Assistance Militaire avec le gouvernement rwandais. Entre 1987 et 1994, des livraisons régulières d’équipement militaire vers le Rwanda seront effectuées par la France. En 1978, Habyarimana change la constitution et fait adopter un régime à parti unique, le MRND, dont tous les Rwandais sont membres d'office.

### Guerre civile
Les exilés Tutsis s'organisent en Ouganda et créent le Front patriotique rwandais (FPR) en 1987. En août 1988 au Burundi, pays frontalier au sud du Rwanda, une guerre entre Hutu et Tutsi d'une semaine provoque la mort de 60 000 victimes, en presque totalité hutus. Le 1er octobre 1990, venant de l'Ouganda, le FPR entre en force au nord du Rwanda, déclenchant ainsi la guerre civile rwandaise. La France, dès le 4 octobre 1990, le Zaïre et la Belgique interviennent brièvement pour aider à évacuer des occidentaux. Huit à dix mille Tutsi sont emprisonnés en octobre 1990. En désaccord avec cette politique, la Belgique rapatrie alors ses troupes du Rwanda. Le soutien militaire français est maintenu sous la dénomination opération Noroît jusqu'à la mise en place des troupes de l'ONU (MINUAR commandée par le général Dallaire) en décembre 1993,[source insuffisante]. Le ministre de la coopération Robert Galley témoignera que l'armée française a bien été utilisée afin de stopper l'avancée du FPR. Le nombre officiel de militaires français participant à Noroît atteindra 688 personnes. Le 15 octobre 1990, l'ambassadeur de France au Rwanda, Georges Martres, adresse un télégramme au chef d'état-major particulier du président Mitterrand, dans lequel il mentionne le risque d'un génocide contre les Tutsi.
Malgré cet avertissement, le gouvernement français va continuer d'aider le régime d'Habyarimana. Divers groupes tutsi sont exécutés par des « extrémistes » hutu. L'armée rwandaise massacre 1 000 Bahimas (apparentés aux Tutsi) à Mutara, et environ un millier de Bagogwe (apparentés aux Tutsi) au nord-ouest du Rwanda, dont 348 Tutsi dans la région de Kibilira. Depuis ses bases arrière établies en Ouganda et avec l'appui en matériel détourné de l'armée ougandaise, le FPR établira progressivement une tête de pont au nord du Rwanda où des combats se poursuivront jusqu'en 1994. Ceux-ci sont la cause d'importants déplacements vers la capitale de la population hutu qui fuit les combats et des exactions attribuées au FPR dans la zone toujours plus vaste qu'il occupe dans le nord du pays.
À la suite du discours de La Baule de François Mitterrand, Juvénal Habyarimana fait changer la Constitution en 1991 pour revenir au multipartisme. Sous la pression de la communauté internationale, les accords successifs d'Arusha, négociés en Tanzanie avec le FPR et clôturés en août 1993, prévoient, après un cessez-le-feu, l'organisation du retour des exilés tutsi, l'intégration politique et militaire des différentes composantes internes et externes de la nation rwandaise et le départ des militaires français de l'opération Noroît en décembre 1993. La MINUAR, mission de paix de l'ONU, sera mise en place en décembre 1993 pour aider à la concrétisation de ces accords. Parallèlement, l'entourage de Juvénal Habyarimana et de son épouse Agathe, qui contrôle aussi l'armée et l'économie du pays, crée en 1992 la Coalition pour la défense de la République (CDR), les milices Interahamwe et la Radio télévision libre des Mille Collines (RTLM) qui seront les principaux organes du génocide de 1994 et se qualifieront de Hutu Power. Les médias gouvernementaux rwandais joueront un rôle significatif de propagande anti-Tutsi avant et durant le génocide. Ainsi, la RTLM appelle au meurtre des Tutsi dès 1992. L'ambassadeur belge Johan Swinnen a rapporté à Bruxelles que la RTLM diffusait ces appels à l’extermination des Tutsi. Le journal rwandais Kangura, un autre organe des « médias de la haine », publie le 10 décembre 1990 « Les Dix commandements du Hutu », texte raciste qui appelle à la haine anti-Tutsi. Au cours de la période 1990-1993, des assassinats politiques, les massacres de certaines populations tutsi par les forces gouvernementales seront considérés par une commission d'enquête internationale conduite en 1993 comme des prémices d'un génocide.

### Génocide des Tutsi
Le soir du 6 avril 1994, les présidents rwandais et burundais, le chef d'état-major rwandais et une dizaine d'autres personnalités, meurent, avec l'équipage de trois Français, dans un attentat visant l'avion présidentiel rwandais. Dès le lendemain, la Première ministre, Agathe Uwilingiyimana, et d'autres personnalités politiques hutu démocrates sont assassinées. Dix militaires belges de la Mission des Nations unies (Minuar), qui étaient chargés de la protection de Mme Uwilingiyimana et qui ont été arrêtés par la garde présidentielle, sont peu après assassinés. Simultanément débute le génocide des Tutsi dans plusieurs provinces du pays. La mort du président Habyarimana est donc considérée comme le fait initial du génocide rwandais. Le gouvernement intérimaire rwandais, constitué quelques jours plus tard sous l'égide de l'ambassade de France à Kigali, conduit le génocide à l'intérieur du pays et la guerre contre l'armée du FPR, Front Patriotique rwandais constitué essentiellement par des exilés tutsi. Des Rwandais sont aussi victimes de cette guerre civile entre les FAR gouvernementales et l'APR. Enfin, des Hutu, exécutés sans jugement comme génocidaires, et parfois leurs familles, sont victimes de représailles de soldats du FPR.
Le gouvernement intérimaire est dirigé par le Premier ministre Jean Kambanda, qui plaida coupable devant le Tribunal pénal international pour le Rwanda et fut condamné en 1998 à la prison à vie pour crime de génocide, entente en vue de commettre le génocide et crime contre l'humanité. Le « cerveau » du génocide, selon le procureur du Tribunal pénal international pour le Rwanda et de nombreux observateurs, serait le colonel Théoneste Bagosora, condamné à 35 ans de prison en 2011, membre de l'Akazu (« petite maison » en kinyarwanda) groupe de personnes gravitant autour de la famille Habyarimana et désignant ainsi le noyau dur qui, selon de nombreux témoins rwandais, a inspiré ce génocide. Au moins 800 000 Tutsi et Hutu démocrates ont été massacrés selon l'ONU, plus d'un million selon les autorités rwandaises et plus encore selon certains auteurs, qui font remarquer que la déclaration d'état civil à la naissance n'était pas obligatoire au Rwanda.
Ce génocide fut l'un des quatre génocides du XXe siècle reconnus par les institutions internationales.
À la suite de la visite du président Paul Kagame au Vatican, le 20 mars 2017, le pape François implore le pardon de Dieu pour le rôle de l'Église dans le génocide des Tutsi.

#### Négation du génocide des Tutsi
Le génocide des Tutsi est l'objet de différentes critiques qui ont été rapidement accusées de relever du négationnisme. Celles-ci ont pu contester d'une part l'existence même du génocide et d'autre part celle de complicités lors des événements. L'accusation de négationnisme a aussi paradoxalement concerné les tenants de la théorie dite du « double génocide », qui tend à mettre en balance les victimes tutsi du génocide et les victimes hutu de la guerre au Congo voisin et des représailles de l'après-génocide.
L'ONU, l'OUA et les parlements rwandais, belge et français, sont sans équivoque dans leurs rapports sur les événements du Rwanda de 1994 : il y a eu au Rwanda un et un seul génocide, celui des Rwandais qui avaient une carte d'identité portant la mention « Tutsi ». Les décisions du Tribunal pénal international pour le Rwanda ont confirmé le génocide des Tutsi sur le plan juridique.

### Période de transition politique (1994-2003)
Le 4 juillet 1994, le FPR prend la capitale, Kigali.
Le 19 juillet, un gouvernement est constitué sur la base des accords d'Arusha. Une période de transition politique est décrétée.
Pasteur Bizimungu devient président de la République. Mais l'homme fort du Rwanda est le général major Paul Kagame, vice-président et ministre de la défense, cofondateur du FPR, ancien exilé tutsi en Ouganda.
Le Tribunal pénal international pour le Rwanda (TPIR) est constitué par l'ONU fin 1994. En Belgique, les tribunaux, se fondant sur la loi dite « de compétence universelle », ont également ouvert des dossiers contre des génocidaires.
En 1996, pour venir à bout des génocidaires repliés au Zaïre, le Rwanda, allié à l'Ouganda et aux rebelles de l'est du Zaïre, envahit le Zaïre et aide le front rebelle dirigé par Laurent-Désiré Kabila, qui renverse en mai 1997 le président du Zaïre Mobutu Sese Seko.
Pasteur Bizimungu démissionne en 2000. Paul Kagame est élu président de la République par l'Assemblée nationale.
Le Rwanda doit faire face à un besoin de justice qui engorge les tribunaux et amène à la réhabilitation de la justice traditionnelle, Gacaca.

L'ancien drapeau du Rwanda jusqu'en 2001

Par ailleurs, la marche du pays vers la démocratie est difficile. En 2002, l'ancien président de la République Pasteur Bizimungu, est arrêté et mis en prison. Le Mouvement démocratique républicain est dissous par les députés. La loi no 33 bis/2003 a été édictée le 06/09/2003 et réprime le crime de génocide, les crimes contre l'humanité et les crimes de guerre. Cependant, cette loi ne se limite pas à réprimer les actes de négation du génocide mais est également utilisée pour juguler les esprits critiques (volontiers qualifiés de « divisionnistes »), contrôler la presse ou l'opposition,. En particulier, les termes de cette loi relatifs au délit de « sectarisme » ou « divisionnisme » sont trop flous, ce qui permet de poursuivre plusieurs opposants au régime en les accusant de vouloir recréer une division entre Hutu et Tutsi, alors que toute distinction entre ces deux catégories de population est désormais interdite dans les domaines civiques ou politiques.

### Consultations électorales de 2003
- La constitution adoptée par référendum - 26 mai 2003
- L'élection présidentielle au suffrage universel - 25 août 2003

Paul Kagame est élu président de la République.
- Les élections législatives au suffrage universel - 2 octobre 2003

Les députés favorables à Paul Kagame obtiennent la majorité des sièges. 49 % des députés sont des femmes, ainsi qu'une très forte proportion de sénateurs et de ministres, ce qui fait du Rwanda le pays dont la participation des femmes au pouvoir politique est la plus forte au monde.

### Depuis les élections de 2003

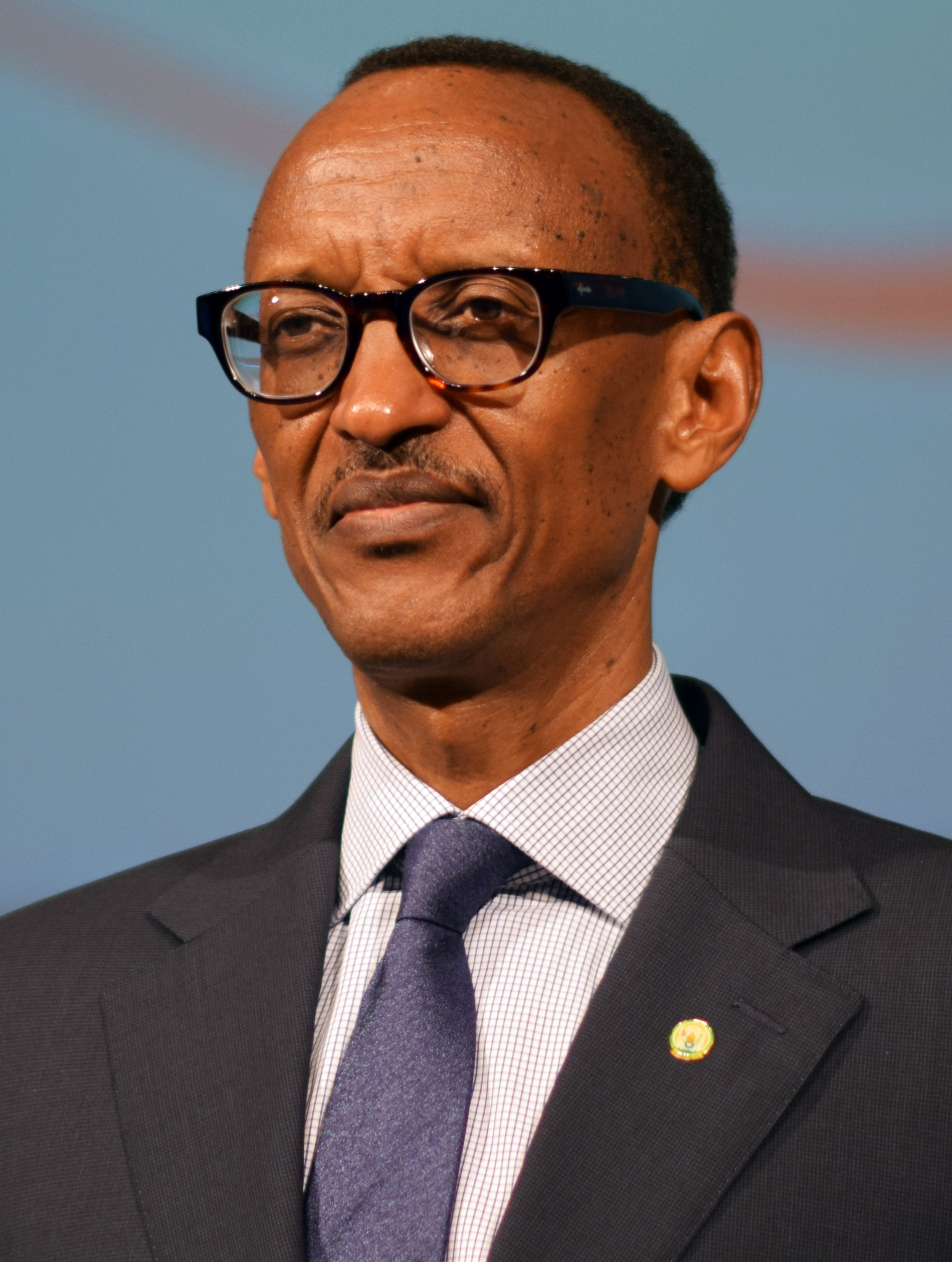
Paul Kagame, président du Rwanda depuis le 24 mars 2000.

Le Rwanda envoie des casques bleus rwandais au Darfour. Un Rwandais occupe des responsabilités au sein de l'Union africaine. Le Rwanda essaie d'intéresser d'autres nations au règlement du problème que posent les Forces démocratiques de libération du Rwanda en République démocratique du Congo.
Le ministre de l'Économie du Rwanda, Donald Kaberuka, devient Président de la Banque africaine de développement en 2005. Le Rwanda fait partie des pays qui bénéficient d'une importante remise de dette en juillet 2005 par le G8. Le Rwanda bénéficie d'un courant favorable au sein de la diplomatie internationale qui est dû au constat d'une bonne gouvernance de l'État rwandais : l'argent des bailleurs de fonds est utilisé de façon optimale au profit des programmes concernés ; lutte ouverte contre les détournements de fonds et biens publics et contre la corruption.
Les Gacaca entrent dans leur phase opérationnelle en janvier 2005.
Fin novembre 2006, le juge français anti-terroriste Jean-Louis Bruguière lance des mandats d'arrêt internationaux contre 9 proches du président Kagame qu'il soupçonne d'être impliqués dans la destruction de l'avion présidentiel en 1994, ce juge étant chargé du dossier concernant la mort de l'équipage français qui pilotait l'appareil. En riposte, le gouvernement rwandais rompt ses relations diplomatiques avec la France, expulse Dominique Decherf, l'ambassadeur de France à Kigali, ainsi que l'ensemble du personnel diplomatique et 25 000 personnes manifestent contre le gouvernement français dans la capitale rwandaise.
Le 6 avril 2007 l'ancien président de la République Pasteur Bizimungu est gracié par Paul Kagame et sort de prison.
Le 29 novembre 2009, à la suite d'une rencontre à Kigali entre le secrétaire général de la présidence française, Claude Guéant, et Paul Kagame, les deux pays décident de renouer les relations diplomatiques rompues depuis trois ans. Cet évènement fait suite à une amélioration progressive de la situation, avec une accélération depuis la mi-novembre 2009, lorsque deux juges français s'étaient rendus au Rwanda pour enquêter sur le cas de personnes soupçonnées d'être responsables du génocide de réfugiés en France (il s'agit notamment des cas de Wenceslas Munyeshyaka et de Laurent Bucyibaruta mais aussi du cas de la veuve de l'ancien président, Agathe Habyarimana).
Ce renouement des relations entre la France et le Rwanda intervient quelques heures seulement après l'entrée du Rwanda dans le Commonwealth, alors que, depuis la tutelle belge, le Rwanda est majoritairement francophone.
En 2010, Paul Kagame est réélu président de la République. En octobre 2015, il fait adopter par l'Assemblée une révision de la constitution, approuvée deux mois après par référendum avec 98 % des voix. Cette modification, critiquée, lui permet de briguer un nouveau mandat de sept ans et potentiellement de diriger le pays jusqu'en 2034. Il est réélu à cette fonction en 2017 avec 98 % des suffrages et une participation de 97 % des électeurs. Sous la présidence Kagame, le Rwanda connaît un essor économique remarqué mais au prix d'une limitation de la liberté de la presse et d'une oppression des opposants politiques, plusieurs d'entre eux étant victimes de disparitions, d'assassinats (tel Patrick Karegeya ou Jean-Léonard Rugambage), de tentatives d'assassinats (tel Faustin Kayumba Nyamwasa) ou de mort suspecte (tels le chanteur Kizito Mihigo ou Emmanuel Gasakure, l'ancien médecin de Kagame). Les relations avec les pays voisins se pacifient. Ainsi en 2019, un accord est signé avec l'Ouganda après une longue période de tensions mais l'amélioration des relations est lente. Le Rwanda se rapproche également de la République démocratique du Congo, dont les forces militaires ont tué, en 2019, Sylvestre Mudacumura, chef des Forces démocratiques de libération du Rwanda (FDLR).
Dans le cadre de la pandémie de Covid-19, la stratégie mise en place dans le pays pour lutter contre la maladie fonctionne bien. Le Rwanda ordonne un confinement général dès mars 2020 et les initiatives prises, dont l'échantillonnage groupé sont jugées innovantes.

## Géographie

### Géographie physique

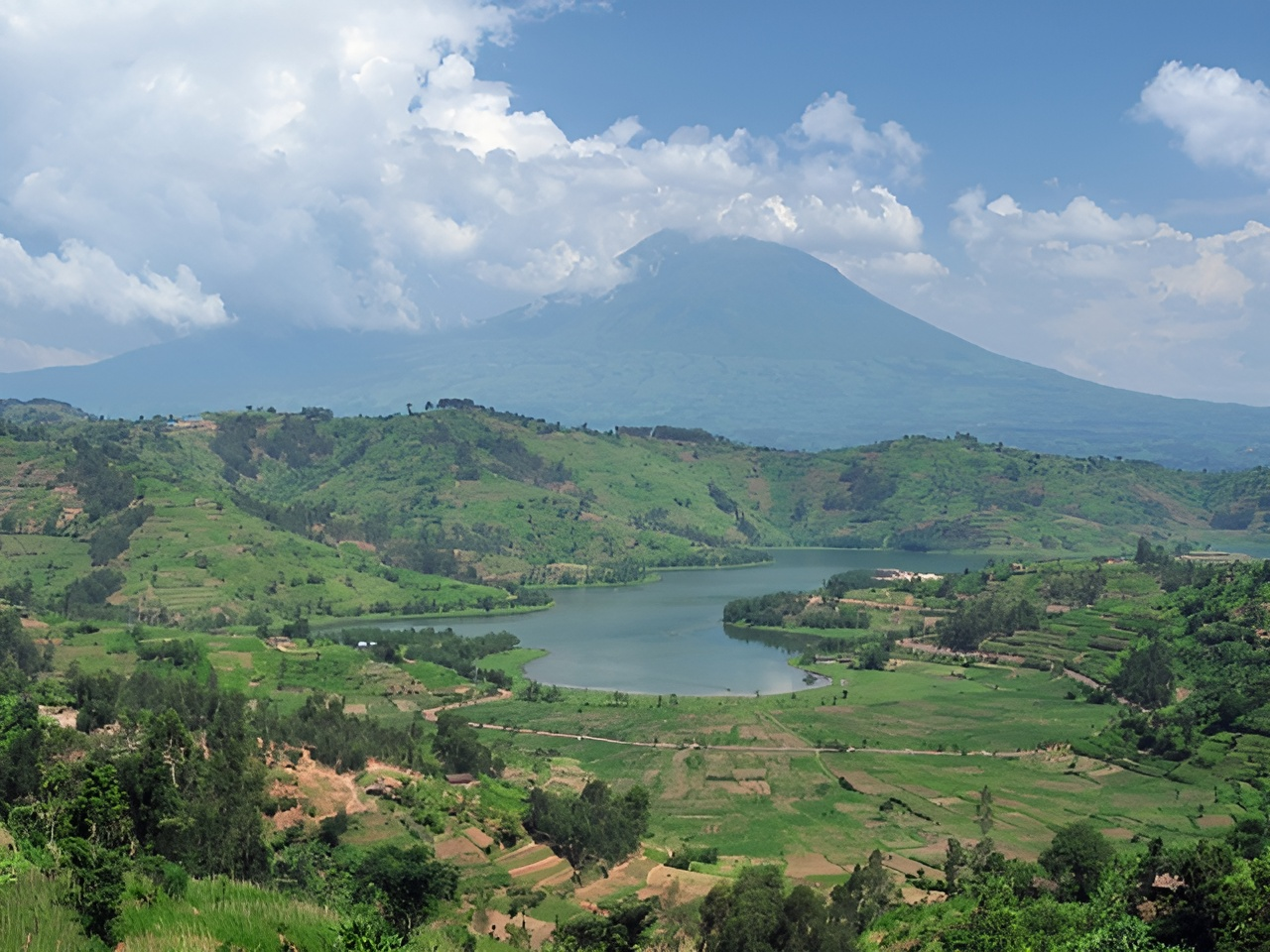
Lac et volcan dans les montagnes des Virunga.

Le Rwanda fait partie de l'Afrique des Grands Lacs.
Appelé le « Pays des mille collines »,,,, le Rwanda est bordé au nord par une chaîne de volcans élevés (3 500 à 4 500 mètres), à l'est par les marais de l'Akagera, au sud-est par les marais du Bugesera, au sud-ouest par le massif forestier de Nyungwe, où se trouve la source du Nil, et à l'ouest par l'immense lac Kivu. La capitale, Kigali, est juchée à 1 400 mètres d'altitude et une grande partie du pays se trouve au-dessus de ce niveau.
Le climat du Rwanda est équatorial, qui présente des températures assez faibles (moyennes de 18 à 20 degrés) du fait de l'altitude, parfois moins dans certaines régions montagneuses. Les pluies sont intenses durant la saison humide. Le pays ne manque ni de pluies, ni d'eau. Les forêts d'altitude (en diminution) maintiennent des réserves d'eau qui alimentent les rivières dans les périodes plus sèches (juin-août). Il arrive malgré tout qu'il y ait certaines années des périodes de sécheresse.
Les paysages sont très verdoyants, ondoyants, fréquemment couverts de bananeraies et les rivières abondantes. Dans les vallées et jusqu'au sommet des collines, les petites parcelles cultivées à la houe, quadrillent la campagne. Quelques vaches aux grandes cornes sont veillées de loin par un enfant. Peu de villages. L'habitat est dispersé dans les collines. Les maisons sont en brique de terre ocre ou en brique cuite pour les plus cossues, toujours dans un jardin clôturé, sauf parfois en bordure de route. Les fenêtres grillagées. Les toits sont en tôle, parfois en tuiles.

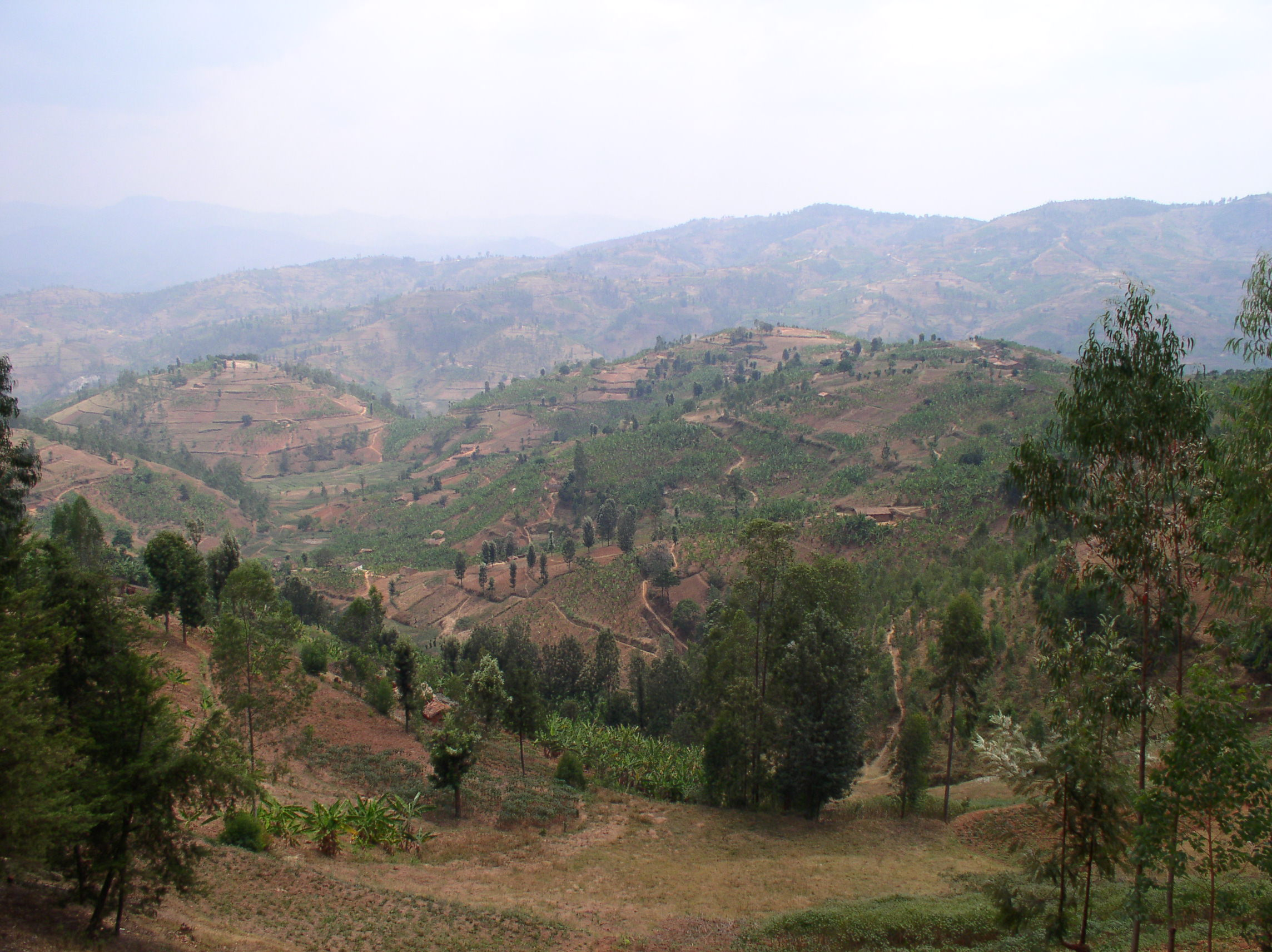
Les mille collines du Rwanda dans la région de Gitarama.

Les grandes routes qui relient Kigali et les grandes villes de province sont en bon état ou en cours de réfection, mais les autres routes, en terre rouge ravinée, sont souvent mauvaises. Quel que soit leur état, elles ne sont jamais désertes et témoignent, selon les mouvements de la population, de la présence des marchés. Les marchandises achetées ou vendues sont transportées dans des pick-up japonais, sur la tête ou sur des vélos, parfois encore sur de massifs vélos en bois (igicugutu en kinyarwanda) qui semblent n'avoir pas de limite de capacité de charge. De nombreux taxis de « 18 places » transportent les gens sur de plus longues distances. L'atmosphère générale donne une impression particulièrement paisible qui contraste avec l'histoire récente.

### Géographie administrative
Le Rwanda est divisé en quatre provinces et la ville de Kigali :
- Province du Sud
- Province de l’Ouest
- Province du Nord
- Province de l’Est
- Ville de Kigali : son statut est particulier, étant dirigée par un maire et est composée de 3 districts.

Ces provinces sont subdivisées en 30 districts et ces derniers en 416 secteurs. La ville de Kigali est la province la plus urbanisée (86,9 % de la population vit dans une zone urbaine) alors que la Province du Sud est la plus rurale (seulement 14,8 % de la population vit dans une ville). Les provinces de l'Est et du Sud sont les plus peuplées, rassemblant la moitié de la population du Rwanda.

## Population et société

### Démographie

Évolution de la démographie entre 1960 et 2020 (estimations de la Banque mondiale en bleu et valeur des recensements rwandais en étoile). Population en millions d'habitants.

Le Rwanda est le pays le plus densément peuplé d'Afrique continentale (501 habitants par kilomètre carré en 2022) : il compte 13 246 394 habitants en août 2022, une population qui a augmenté à un rythme de +2,3 % par an entre 2012 et 2022. Les projections prévoient une population de 23,6 millions d'habitants au Rwanda d'ici 2052 et une hausse de la densité à 894 habitants par kilomètre carré.
En 2022, le nombre d'enfants par femme est de 3,6, avec des variations selon les provinces (en moyenne 3 à Kigali contre 4 dans la province de l'Est), contre 8,6 enfants par femme en moyenne en 1987. Les grossesses adolescentes sont rares entre 10 et 16 ans (1 % des filles de moins de 16 ans ont un enfant), mais importantes entre 16 et 19 ans (13 % des adolescentes de 16 à 19 ans ont déjà accouché d'au moins un enfant).
Selon le World Refugee Survey 2008 publié par le Comité américain pour les réfugiés et les immigrants (U.S. Committee for Refugees and Immigrants), le Rwanda abritait environ 54 200 réfugiés et demandeurs d'asile en 2007, dont 51 300 de la République démocratique du Congo (Congo-Kinshasa), plus de 2 900 du Burundi, et quelques-uns d'autres pays.
Le taux de pauvreté a fortement régressé depuis les années 2000. En 2016, la population vivant sous le seuil de pauvreté est estimée à 38,2 %, alors qu'il était de 60 % en 2001.
Dans ce pays densément peuplé et dont 69 % de la population vit de l'agriculture, l'accroissement rapide de la population peut mener à la surpopulation, un facteur de conflits dans plusieurs pays africains. En 2022, alors que 45 % de la population a moins de 17 ans, il ne reste pratiquement plus aucune terre en friche. Le pays doit déjà importer des denrées alimentaires.

### Femmes
Le Rwanda est classé en 2021 au 7e rang mondial en termes d'inégalités de genre, avec un index d'inégalités de genre (Global Gender Gap Index) de 0,805. En 15 ans, il a comblé 80 % des inégalités mesurées par le Global Gender Gap Report. Il se distingue par le fort taux d'activité des femmes (supérieur à celui des hommes), par des inégalités salariales à emploi équivalent perçues comme assez faibles, mais surtout sur le critère de l'autonomisation politique, avec 61,3 % de parlementaires femmes et 54,8 % de ministres femmes. À l'inverse, il fait moins bien que la moyenne des autres pays en termes de présence comparée des femmes dans l'enseignement supérieur, dans les métiers techniques ou qualifiés, et dans les postes de direction. Le revenu global estimé par femme représente 61 % de celui des hommes. L'espérance de vie en bonne santé y est inférieure à celle des hommes (59 ans contre 61,4 ans). Plus d'un tiers des femmes a subi des violences liées au genre au moins une fois dans sa vie.

### Santé

Évolution de l'espérance de vie au Rwanda

Les dépenses publiques pour la santé sont de 27,3 % du budget de l'État (en 2006).
Bien qu'étant un des pays les plus pauvres du monde, 92 % de la population rwandaise dispose d'une assurance maladie publique, soit plus que dans la plupart des pays développés.
L'espérance de vie à la naissance atteint 69,6 ans en 2022 contre 46 ans en 1978 et 64 ans en 2002. Elle est plus élevée pour les femmes (71,2 ans) que pour les hommes (67,7 ans). La mortalité infantile a par ailleurs diminué de 49 pour 1000 en 2012 à 28,9 pour 1000. Le Rwanda est ainsi l'un des deux pays d'Afrique subsaharienne à avoir atteint tous les objectifs du Millénaire pour le développement en matière de santé.
À l'instar de la plupart des pays d'Afrique subsaharienne, la médecine rwandaise basée sur les plantes est toujours vivante, malgré l'intégration de la médecine occidentale.
En octobre 2021, le gouvernement du Rwanda signe un accord avec le laboratoire allemand BioNTech pour la construction d'un site de production de vaccins à ARNm,. Par ailleurs, le Rwanda a atteint l'un des plus forts taux de vaccination contre le covid-19 du continent africain, puisque 61 % de la population (7,9 millions de personnes) étaient vaccinées en mars 2022.

### Éducation

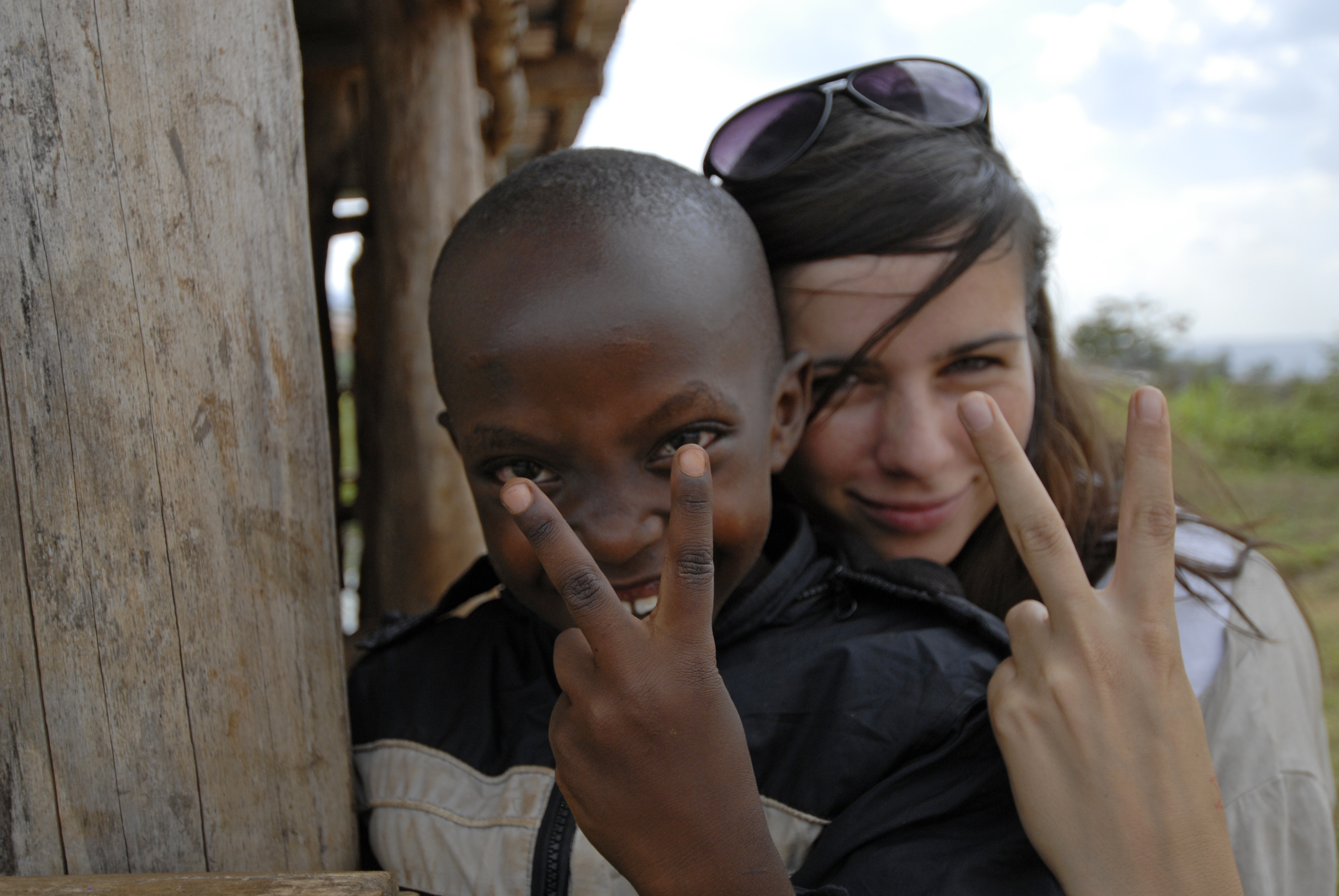
Au Centre de Jeunes à Gatenga, projet de l'organisation humanitaire allemande Aktion Tagwerk.

Entre 2000 et 2007, le gouvernement dépense 19 % de son budget pour l'éducation. L'enseignement des enfants au primaire se fait obligatoirement en kinyarwanda. En 2022, le taux d'alphabétisation de la population de 15 ans et plus est de 79 %. La scolarité est obligatoire jusqu'à l'âge de 18 ans, cependant 22,3 % de la population n'est jamais allée à l'école. Depuis 2000, les universités et les facultés universitaires se sont multipliées, principalement à Kigali, comme l'African Leadership University. Plusieurs appartiennent au secteur privé, en association avec des universités étrangères anglo-saxonnes. Depuis 2010, l'enseignement public est dispensé exclusivement en anglais, ce qui a occasionné quelques critiques.
L'accès à l'éducation est passé de 7,5 à 96 %[réf. nécessaire]

### Développement
Le taux de pauvreté stagne à environ 52 % en 2016, après une forte diminution dans les années 2000 de 75,2 % en 2000 à 53,5 % en 2016.
En 2022, quatre foyers sur cinq, soit 82 % de la population, a accès à l'eau potable au Rwanda, avec des inégalités spatiales (96 % en zone urbaine et 97 % à Kigali contre 77 % dans les zones plus rurales).
En 2022 également, 61 % des foyers ont accès à l'électricité, contre 18 % en 2012, la plupart étant situés à Kigali (90 % des foyers ont accès à l'électricité à Kigali contre 55 à 60 % dans les autres provinces).
Par ailleurs, si 81 % des foyers possèdent une radio et 78 % un téléphone portable, seuls 12 % des foyers ont accès à la télévision et 4 % à un ordinateur.

### Langues
Le kinyarwanda est la langue parlée par l'immense majorité de la population, en 2002, elle était la langue parlée par 99 % de la population.
Le français et le kinyarwanda étaient les langues officielles du Rwanda depuis la présence belge au début du XXe siècle. Le président Juvénal Habyarimana avait supprimé l'enseignement du français dans les écoles primaires mais il fut rétabli après le génocide des Tutsi par le gouvernement d'union nationale,. Néanmoins, les relations tendues entre le nouveau gouvernement et la France depuis le génocide de 1994, le retour de nombreux Tutsi qui ont grandi en Ouganda (dont l'anglais est la langue officielle avec le swahili) ainsi que l'alignement du pays sur les États-Unis, amènent le gouvernement à vouloir remplacer le français par l'anglais,. L'anglais est alors devenu langue officielle en 2003 à côté du kinyarwanda et du français.
En 2010, l'anglais est devenu seule langue d'enseignement public, en remplacement du français, alors qu'en 2002, soit seulement 8 ans plus tôt, le français était la deuxième langue la plus parlée du pays après le kinyarwanda,,. En décembre 2014, les nouveaux billets de franc rwandais sont émis en anglais et en kinyarwanda, le français a disparu, signe que cette langue est en régression. Toutefois, le français est depuis 2016 de nouveau enseigné à partir de la quatrième année du primaire selon le journal Igihe.
En février 2017, l'Assemblée nationale vote une loi faisant du swahili une langue officielle. Certains Rwandais avaient fui le génocide en s'exilant dans des pays parlant le swahili en Afrique de l'Est. À leur retour au pays, ils parlent le swahili. D'autre part, le Rwanda s'est allié politiquement, au sein de la Communauté d'Afrique de l'Est, avec des pays voisins qui ont le swahili comme langue officielle et le Rwanda s'est engagé envers cette communauté à faire du swahili une langue officielle,. Il faut noter que cette langue était enseignée, depuis les années 1970, dans certaines écoles secondaires du pays. Elle figurait aussi au programme du département des Langues et littératures africaines de la Faculté des Lettres de l'ancienne Université Nationale du Rwanda, campus de Ruhengeri[réf. nécessaire].

### Religions

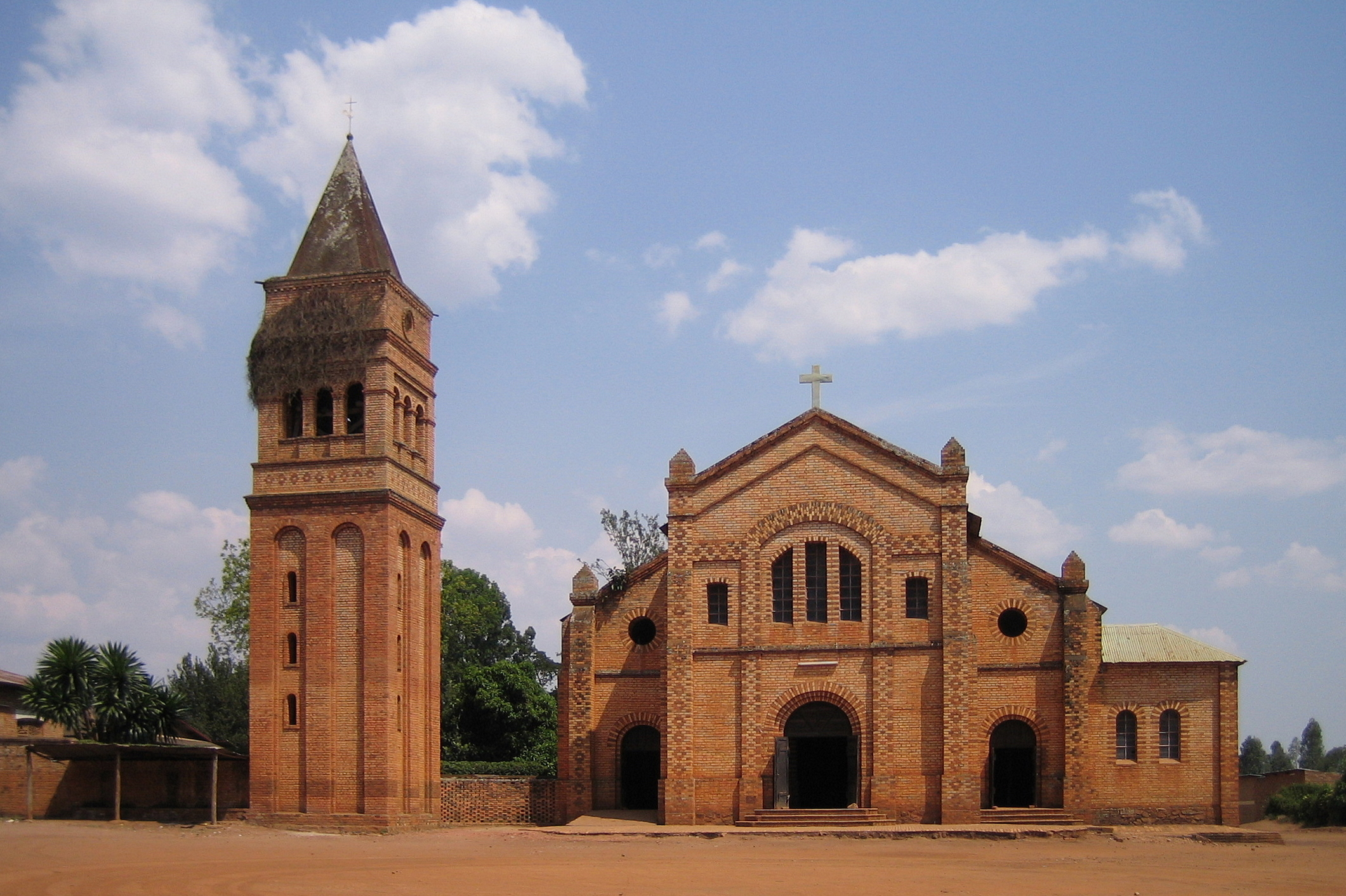
L'église catholique de Rwamagana.

D'après le recensement de 2012, 43,7 % de la population étaient catholique, 37,7 % protestants, 11,8 % adventistes, 2 % musulmans, 1,9 % Témoins de Jéhovah, 2,5 % sans religion et 0,1 % animistes.
Rare héritage de la colonisation allemande, les protestants incluent un nombre important de luthériens (mission de Brême, de 1885 à 1919).

### Culture

#### Culture traditionnelle
La culture traditionnelle rwandaise est liée à celle des populations de l'Afrique des grands lacs.
La croyance traditionnelle en un Dieu unique, Imana, sensible à leur condition, les récits oraux, la langue et les proverbes, les chants, les tambours et la danse tiennent une grande place dans cette culture fortement imprégnée des combats des guerriers et des activités agricoles : l'élevage et l'agriculture et, en moindre partie, la chasse et la pêche.
Depuis la colonisation, les vêtements occidentaux se sont répandus mais le pagne en coton reste un lien très important pour les femmes entre la tradition et la modernité.[réf. souhaitée]
La culture traditionnelle rwandaise a été fortement marquée par la colonisation allemande puis belge (1894-1961), les églises chrétiennes (90 % des Rwandais sont chrétiens) et par le génocide de 1994.
Le christianisme, l'écrit, l'automobile, le football, la radio et la télévision, le cinéma, l'informatique, le téléphone, la référence à la citoyenneté commencent à bouleverser profondément les attitudes.[réf. souhaitée]

#### Population
La population est regroupée en clans familiaux et répartie, sur un autre plan, en trois composantes : les Hutu (84 % de la population), les Tutsi (15 %) et les Twa (1 %). Un recensement de 1996 faisait également état de plusieurs minorités : les Banyenkombo (environ 57 000 personnes), les Bagogwe (500 à 1 500 personnes) et les Banyambo (environ 400 personnes).

#### Patrimoine mondial
En 2023, le Rwanda obtient l'inscription du Parc national de Nyungwe et des Sites mémoriaux du génocide (de) : Nyamata, Murambi, Gisozi et Bisesero au patrimoine mondial de l'UNESCO lors de la 45ème session du Comité du patrimoine mondial qui s'est tenu à Riyad,.

### Sport
Le Rwanda a son tour cycliste national, le Tour du Rwanda, qui s'est déroulé pour la première fois en 1988. Sa 26e édition a eu lieu en 2023.
Des sportifs internationaux sont reconnus, tels que les cyclistes Moïse et Samuel Mugisha, ainsi que le joueur de football Cedrick Mugisha qui fait carrière en Espagne.
Le pays accueillera les championnats du monde de cyclisme sur route 2025, qui seront les premiers à se dérouler sur le continent africain.

### Médias
L'utilisation des médias est l'une des caractéristiques fondamentales de la conduite du génocide des Tutsi au Rwanda. La Radio des mille collines et le journal Kangura notamment ont été des outils de propagande déterminants dans la conduite du génocide,.
Le journaliste d'investigation et rédacteur en chef du journal The Chronicles John Williams Ntwali est décédé dans des circonstances suspectes en janvier 2023. Selon l'ONG Human Rights Watch, "John Williams Ntwali jouait un rôle crucial pour de nombreuses victimes de violations des droits humains au Rwanda, et était souvent le seul journaliste qui osait faire des reportages sur des questions de persécution et de répression politiques ". La directrice de l'UNESCO, Audrey Azoulay, a appelé les autorités à enquêter sur le décès de manière "approfondie" et "transparente".

## Politique
Le Rwanda est une république de type présidentiel. Le Président de jure est élu au suffrage universel ; le Parlement du Rwanda est constitué de deux chambres : la Chambre des députés et le Sénat. Les partis politiques, indépendamment de leurs activités habituelles, se réunissent dans un Forum de concertation, dont les décisions sont prises par consensus.
Le pouvoir judiciaire est constitué de la Cour Suprême, la Haute cour de la République, de tribunaux de provinces, de tribunaux de districts et de villes, et de juridictions spécialisées : Gacaca (justice traditionnelle villageoise), militaires etc.
La politique du Rwanda est fortement imprégnée des conséquences du génocide des Tutsi de 1994, du contexte du maldéveloppement et de l'instabilité de l'Afrique des grands lacs (Burundi, Ouganda, Est de la République démocratique du Congo).
Le 8 juin 2007, l'Assemblée nationale du Rwanda abolit la peine de mort, pour tous les types de condamnations. Cette mesure est entrée en vigueur le 25 juillet 2007 et aura pour effet direct de voir 600 condamnés à mort voir leur sentence transformée en prison à vie. L'abolition de la peine capitale était l'une des exigences de la communauté internationale pour que les procédures judiciaires à l'encontre des génocidaires dont le dossier est traité par le Tribunal pénal international pour le Rwanda (TPIR) soient transférées à la juridiction nationale rwandaise en prévision de la dissolution du TPIR en 2008. La présidence portugaise de l'Union européenne a salué l'abolition de la peine de mort comme « une étape fondamentale vers la promotion des droits de l'homme et traduit la détermination inébranlable d'assurer la justice et la réconciliation au Rwanda treize ans après le génocide ».
Le Parlement du Rwanda est devenu, en 2008, le premier du monde à afficher une majorité de femmes (en 2016, 64 % des députés). En 2021, le Rwanda est classé en 7e position mondiale pour l’égalité entre les femmes et les hommes, dans le Global Gender Gap Report.

## Économie

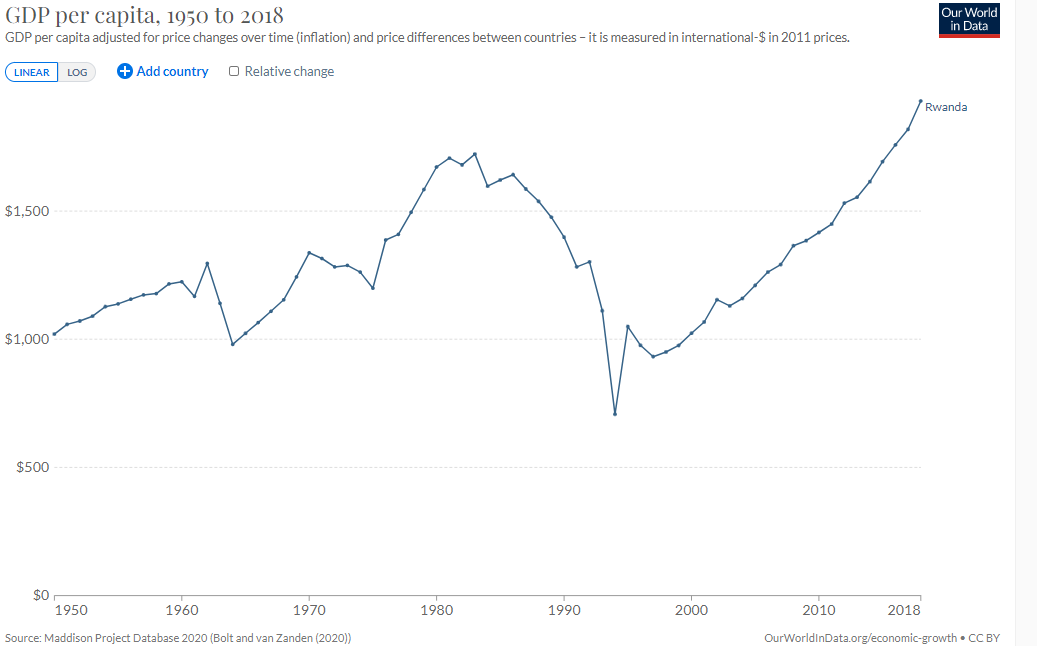
Développement du PIB par habitant au Rwanda.

L'économie du Rwanda est principalement marquée par sa forte dépendance à l'agriculture (40 % du PIB, 87 % de l'activité nationale, les terres arables représentant 45,6 % de la superficie du pays), un développement des services, une faible industrialisation et une très forte densité démographique (>400 hab/km2). La croissance annuelle s'établit en moyenne à +7,2 % au cours de la dernière décennie, et le PIB par habitant a progressé d'environ 5 % pour atteindre 945 dollars par habitant en PIB PPA annuel (pondéré par le pouvoir d'achat).

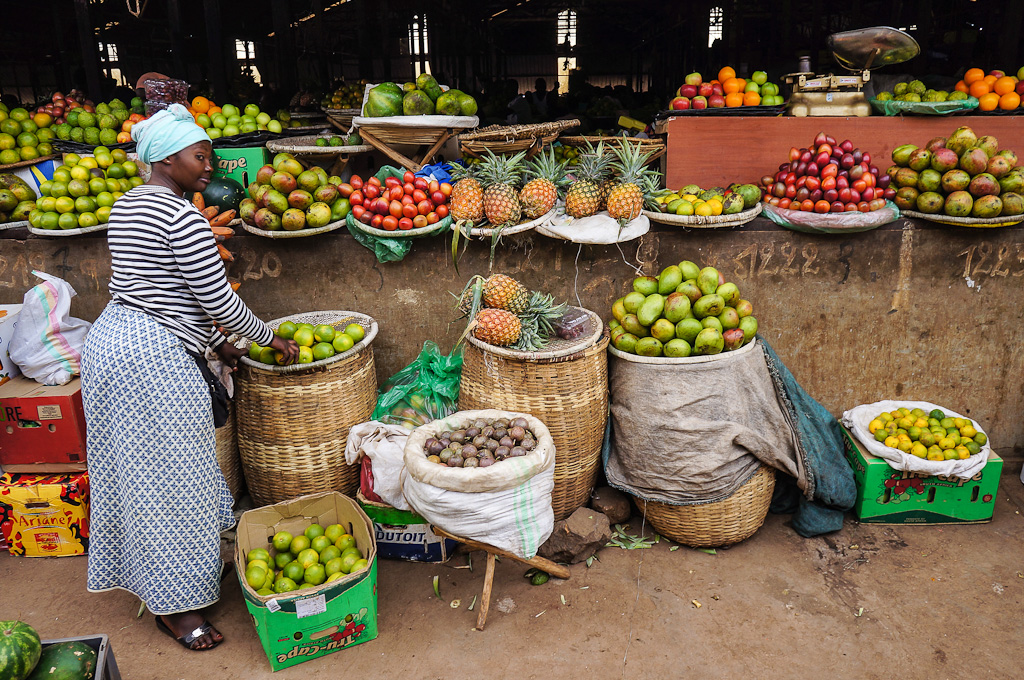
Étal de fruits au Rwanda.

Son indice de développement humain est passé de 0,319 en 1990 à 0,534 en 2021, ce qui en fait le 165e pays du monde en termes d'IDH. Le Rwanda aspire à devenir une économie à revenu intermédiaire d'ici 2035 et à rejoindre les pays à revenu élevé à l'horizon 2050.
L'économie rwandaise a fait preuve de résilience malgré des difficultés économiques importantes en 2022 (cicatrices de la pandémie, effets de la guerre en Ukraine et du changement climatique, inflation croissante), puisque le PIB a augmenté de +10 % en 2021 et +8,2 % en 2022, après une contraction de 3,4 % en 2020,.
Cependant, les importants investissements publics, qui représentaient jusqu'à 13 % du PIB en 2019, ont conduits à des déficits budgétaires importants et à une dégradation du ratio dette/PIB de 19,4 % en 2010 à 56,7 % en 2019 et plus de 70 % en 2021.
En décembre 2004, un euro valait 740 francs rwandais ; en juillet 2014, un euro valait 994 francs rwandais, soit une érosion monétaire modeste par rapport à l'euro sur onze ans. Il n'y a plus de change « au noir », le gouvernement a structuré la profession, après avoir emprisonné quelques récalcitrants. Un économiste dans une administration peut toucher 100 000 francs par mois, soit 135 euros. Un maître-assistant à l'université peut toucher environ 175 000 francs par mois, soit 235 euros. Les salaires de l'administration sont effectivement payés. À Kigali, un chauffeur pour une journée demande 5 000 francs, soit 6,76 euros. Une course en taxi individuel pour environ 5 km à Kigali revient à 2 000 francs, soit 2,70 euros, une coupe homme chez le coiffeur environ 700 francs, une heure d'Internet dans un cyber-centre 500 francs, une brique d'un demi-litre de lait UHT 450 francs, une bouteille de 33 cl d'eau de source 250 francs, une brochette de chèvre-frites environ 600 francs (variable), une heure de parking au centre de Kigali 100 francs.
Le Rwanda dispose de quelques ressources minérales telles que l'étain, le columbo-tantalite (minerai de niobium et tantale, souvent dit coltan), l'or, le tungstène et le béryl.
Le secteur du bâtiment se porte bien. Kigali est passé en vingt ans de quelques dizaines de milliers d'habitants à près d'un million.
Le gouvernement a une perspective globale qualifiée sous le nom de « Vision 2020 ». Ce projet directeur table sur une croissance de 7 % par an, un développement du secteur privé, une modernisation de l'agriculture et veut faire du Rwanda un centre régional de services pour l'Afrique des Grands Lacs.
Le gouvernement rwandais s'est rapproché des initiateurs du projet du NEPAD et partage sa vision.
Depuis 2001, le Rwanda a réformé de manière constante ses lois commerciales et ses institutions. En 2008, le Rwanda a introduit une nouvelle loi sur les sociétés qui simplifie la création des entreprises et renforce les protections des actionnaires minoritaires. Les entrepreneurs peuvent maintenant créer une entreprise en deux procédures et trois jours. Les transactions entre parties font l’objet d’exigences d’approbation et de divulgation plus strictes. Les dispositions juridiques régissant la responsabilité des dirigeants d’entreprise dans le cas de transactions préjudiciables entre les parties intéressées ont également été renforcées. Le Rwanda a amélioré ses réglementations pour faciliter l’accès au crédit par l’adoption de deux nouvelles lois. La nouvelle loi relative aux sûretés mobilières facilite les prêts garantis en permettant à une gamme plus large d’actifs d’être utilisés comme garantie bancaire. La loi permet également une entente extra-judiciaire de sûretés mobilières aux créanciers nantis et leur donne une priorité absolue dans le cadre de la faillite. L’adoption de la nouvelle loi sur l’insolvabilité au Rwanda a simplifié les procédures de réorganisation. Les réformes ont également inclus des mesures visant à accélérer le commerce transfrontalier et l’enregistrement des propriétés foncières. Les retards aux frontières ont été réduits grâce à des heures d’ouverture plus longues et des exigences en matière de documentation plus en baisse. Les réformes ont retiré les goulots d’étranglement qui existaient au niveau du registre des propriétés et de l’Administration des recettes fiscales, en réduisant le temps exigé pour enregistrer une propriété de 255 jours.
Pour la première fois pour un pays d’Afrique subsaharienne, ceci a permis au Rwanda d'arriver en tête concernant les réformes, d'après le rapport de la banque mondiale « Doing Business 2010 » et de faire un bond de géant (76 places) au classement général en se hissant à la 67e place sur 183 pays évalués ; il était classé 143e l'année d'avant. En 2015, il est passé à la 3e place du continent africain.
PIB par secteurs :
- agriculture : 42,6 % ;
- industries : 22,2 % ;
- services : 35,2 %.

Principaux partenaires d'exportations :
- Kenya : 30,1 % ;
- Chine : 9,1 % ;
- Thaïlande : 8,6 % ;
- Allemagne : 7,3 % ;
- États-Unis : 4,5 % ;
- Belgique : 4,1 %.

L'inflation du Rwanda est l'une des plus élevées du monde en 2023, puisqu'elle atteint +19,3 % en mars 2023.
En 2011, le montant des exportations est de 293 millions de dollars alors que le montant des importations s'élève à 1,307 milliard de dollars.
Le Rwanda est maintenant un des pays les plus sûrs et les plus stables de cette partie de l'Afrique. Les routes sont goudronnées, le paysage est soigné et le gouvernement a lancé une campagne ambitieuse pour préserver le peu de forêts subsistant au Rwanda. En 2008, avant la réélection de Paul Kagame, des centaines de milliers d'hectares appartenant à de riches propriétaires terriens dans la province Orientale du pays ont été redistribués sans ménagement aux citoyens - bien que le président et certains de ses amis influents y possèdent encore d'immenses propriétés.
Au 1er janvier 2016, le Rwanda se distingue notamment par les performances suivantes :
- il occupe la 1re place en termes de progrès de développement humain sur les vingt dernières années, selon le dernier rapport (14 décembre 2015) des Nations unies ;
- le « World Economic Forum », dans son dernier rapport sur la bonne gouvernance mondiale, estime que le Rwanda est le 7e pays le mieux géré de la planète.

En 2024, le Rwanda est classé en 104e position pour l'indice mondial de l'innovation.
Au-delà de ces reconnaissances internationales, le Rwanda a réussi le difficile pari de la réconciliation nationale alors qu'il fut victime d’un génocide qui frappe encore chaque famille. De plus, les Rwandais bénéficient, outre d’une sécurité sociale, d’un congé de maternité payé, d’infrastructures médicales modernes, d’une lutte anti-corruption en constante progression, d’une sécurité absolue dans tout le pays, d’une propreté supérieure à la plupart des villes européennes, d'un réseau routier à plus de 90 % asphalté et entretenu, d’un réseau Internet 4G et fibre optique etc[réf. nécessaire].
De nombreux projets pilotes des coopérations allemande et belge, notamment, aident le pays en matière d'agroforesterie[réf. nécessaire].

### Secteurs importants
Grâce à sa paysannerie dynamique, le Rwanda est le cinquième au palmarès des producteurs africains de thé au début de la décennie 2010, classement dominé par le Kenya et le 4e en 2022.
Le tourisme se développe : en 2011, on dénombrait 723 000 entrées enregistrées sur le territoire (en hausse de 3 % par rapport à 2010) et ce chiffre est monté à 932 000 en 2016, notamment du fait du positionnement sur l'écotourisme, encouragé par les autorités.

## Environnement

### Changement climatique et développement durable
Le Rwanda est un pays vulnérable au changement climatique, classé 124e sur 182 pays dans l'Indice global d'adaptation de Notre-Dame (ND-GAIn 2020) en raison des changements de température saisonniers, des évènements météorologiques extrêmes et des sécheresses entrainant des dommages graves sur l'agriculture, les infrastructures et la santé.
Depuis quelques années, le Rwanda fait la guerre aux sacs non recyclables. Bien avant les réglementations européennes, le Rwanda a fait la chasse au plastique et au sacs en polyéthylène. L'importation, la vente et l'utilisation de ces sacs non recyclables sont prohibées et tout contrevenant s'expose à une amende et une peine de prison (pouvant aller jusqu'à un an). Les commerçants contrevenant à cette règle doivent également des excuses publiques. Afin de lutter contre les déchets plastiques, véritable fléau du continent africain, le pays envisage également d'étendre cette interdiction aux bouteilles et sacs en plastique réutilisables,.

### Modèle de propreté
Le pays constitue également un « modèle » en termes de propreté, à l'image de sa capitale Kigali considérée comme la ville la plus propre du continent africain et reconnue comme telle par ONU Habitat qui lui a décerné cette distinction pour la troisième année consécutive en 2016. Ces résultats ont été obtenus grâce à l'implication de ses habitants dans le cadre notamment de l'« Umuganda », journée de travaux communautaires d'intérêt général, obligatoire, organisée tous les derniers samedis du mois, à laquelle aucune absence non justifiée n’est tolérée sous peine d'amende pouvant aller jusqu'à 5 euros environ.

### Réserves mondiales de biosphère
En 1983, le parc national des volcans a été désigné réserve mondiale de biosphère.
En 2020, le parc national Gishwati-Mukura a été nommé réserve mondiale de biosphère lors de la 32e session du Conseil international de coordination du Programme sur l’Homme et la biosphère (MAB) de l'UNESCO.
Selon la directrice Générale de l'UNESCO, Audrey Azoulay, au sein des réserves Rwandaise, "la conservation des espèces réussit lorsque les communautés locales sont placées au cœur de la stratégie de conservation. Les mesures de protection de la biodiversité doivent aller de pair avec des mesures qui répondent aux besoins de ces communautés locales". Au Rwanda, le coût d'une visite pour voir les gorilles est de 1 500 dollars par personne. Selon la loi rwandaise, 10 % de ces revenus doivent être reversés à la communauté, ce qui représente environ 10 millions d'euros investis dans la construction d'écoles, de routes et d'adductions d'eau potable. En 1980, il n'y avait que 250 gorilles de montagne, aujourd'hui il y en a 1 063, dont 80 % au Rwanda.

## Institutions africaines
Le Rwanda accueillera le siège de l'Agence africaine du médicament (AMA), agence spécialisée de l'Union africaine.